# Cessna 411
Cessna 411  – amerykański lekki dwusilnikowy samolot pasażerski, produkowany przez firmę Cessna w latach 60. dwudziestego wieku. Gdy zaczęto go produkować, był największym samolotem biznesowym produkowanym przez firmę Cessna.

## Wersje

### Cessna 411
Podstawowa wersja produkcyjna, wyprodukowano 250 egzemplarzy.

### Cessna 411A
Ulepszona wersja m.in. z powiększonym bagażnikiem dziobowym, jednak o jednakowej długości kadłuba. Wyprodukowano 50 egzemplarzy.